# بروميد الليثيوم
 بروميد الليثيوم مركب كيميائي له الصيغة LiBr، ويكون على شكل مسحوق بلوري أبيض شغوف للرطوبة.

## التحضير
يحضر بروميد الليثيوم من تمرير غاز بروميد الهيدروجين على محاليل مائية من كربونات أو هيدروكسيد الليثيوم.
{\displaystyle \mathrm {LiOH\ +\ HBr\ \longrightarrow \ LiBr\ +\ H_{2}O} }
{\displaystyle \mathrm {Li_{2}CO_{3}\ +\ 2HBr\ \longrightarrow \ 2\ LiBr\ +\ H_{2}O\ +\ CO_{2}} }
يمكن الحصول على الشكل الخالي من الماء لمركب بروميد الليثيوم من تفاعل هيدريد الليثيوم مع البروم حسب المعادلة:
{\displaystyle \mathrm {LiH\ +\ Br_{2}\ \longrightarrow \ LiBr\ +\ HBr} }

## الخواص
من المميزات الرئيسية لمركب بروميد الليثيوم هي خاصية الاسترطاب الكبيرة له، حيث يوجد على شكل هيدرات مختلفة حسب الصيغة العامة: LiBr.n H2O حيث n= 1, 2, 3، 5، وذلك بخلاف بروميدات الفلزات القلوية الأخرى. ولتبيان مدى شغف بروميد الليثيوم للرطوبة فإن محلول 50% من بروميد الليثيوم يخفض ضغط بخار الماء حوالي 80%. 
- ينحل بروميد الليثيوم بشكل جيد في الماء، كما ينحل في كل من الميثانول والإيثانول وثنائي إيثيل الإيثر، أما في البيريدين فإنه ينحل جزئياً.

## الاستخدامات
- تستخدم محايل بروميد الليثيوم في بعض أنظمة تبريد محددة، وذلك بسبب خاصيته الكبيرة للاسترطاب.[6]
- يستعمل في المختبرات الكيميائية ككاشف وخاصة في الاصطناع العضوي وذلك كحفاز أو ككاشف كيميائي.
- يستعمل ككهرل في بعض أنواع بطاريات الليثيوم.